# Jewgienij Palczewski
Jewgienij Jewgienjewicz Palczewski, ros. Евгений Евгеньевич Пальчевский (ur. 13 lutego?/26 lutego 1901 w Moskwie, zm. ? w Hiszpanii) – rosyjski wojskowy (sztabskapitan), podoficer oddziału rosyjskiego w składzie Tercio „Donna María de Molina” podczas wojny domowej w Hiszpanii, urzędnik w administracji hiszpańskiej.
Ukończył korpus kadetów w Moskwie. Na początku 1918 roku wstąpił do nowo formowanych wojsk Białych generała Antona Denikina. Uczestniczył w I Marszu Kubańskim. Służył w 1 Pułku Konnym, od czerwca tego roku w 4 Kubańskim Pułku Kozackim, a następnie straży przybocznej głównodowodzącego wojskami Białych generała Denikina. Doszedł do stopnia porucznika. W listopadzie 1920 roku wraz z wojskami Białych został ewakuowany z Krymu do Gallipoli, gdzie mianowano go sztabskapitanem. Na emigracji zamieszkał we Francji. Żył w Asnières-sur-Seine pod Paryżem. Pracował jako szofer taksówki. Działał w Związku Szoferów Rosyjskich. Po wybuchu wojny domowej w Hiszpanii latem 1936 roku, wstąpił do wojsk frankistowskich. Otrzymał stopień sierżanta. Służył w oddziale rosyjskim w składzie Tercio „Donna María de Molina”. Po zakończeniu działań wojennych na początku 1939 roku, pracował w wojskowych warsztatach broni w Saragossie, a potem w Talavera de la Reina. Następnie przeszedł do ministerstwa lotnictwa. W 1940 roku pracował w hiszpańskiej ambasadzie w Atenach. Karierę urzędniczą kończył w ministerstwie spraw zagranicznych.